# Sondera
Sondera var en söktjänst där man samtidigt kunde söka i databaserna Nationella Arkivdatabasen (NAD), Svensk mediedatabas och Libris. Förutom att man snabbare kunde hitta relevant material för en forskningsuppgift var tanken att man ska kunna bli överraskad över nytt som man inte kände till. 
Tjänsten lanserades den 1 april 2009 och kom närmast till som ett följdprojekt inom arbetet med det nya Libris, där användarnas önskemål och synpunkter spelade stor roll. På ett politiskt plan har det förts diskussioner om att samla de institutioner som står bakom projektet, Riksarkivet, Kungliga biblioteket och Statens ljud- och bildarkiv, i en gemensam myndighet. Ljud- och bildarkivet har också uppgått i Kungliga biblioteket, men att slå samman de två förra har visat sig svårare och kan bli aktuellt först på sikt. Ett betydligt okontroversiellare steg är att som här samarbeta i frågor om digitalisering och sökmöjligheter i samlingarna. Söktjänsten Sondera avvecklades i årsskiftet 2019-2020.